# حسن مدن
حسن مدن (انگلیسی: Hasan Madan؛ زادهٔ ۲۹ فوریهٔ ۱۹۹۶) بازیکن هندبال اهل بحرین است.